# Offensiva di Praga
L'offensiva di Praga fu l'ultimo grande scontro della seconda guerra mondiale in Europa, combattuto nel mese di maggio 1945 tra le residue truppe tedesche del Gruppo d'armate Centro e quelle sovietiche,  sul fronte orientale. La battaglia continuò fino al 12 maggio 1945, nonostante la resa incondizionata del Terzo Reich, avvenuta l'8 maggio di quell'anno, e avvenne contemporaneamente alla rivolta di Praga.
Le forze dell'Armata Rossa organizzarono con grande rapidità, mentre non era ancora conclusa la battaglia di Berlino, una vasta manovra di accerchiamento con tre raggruppamenti in avanzata da nord e da sud che, dopo aver superato l'aspra resistenza tedesca, riuscirono a raggiungere in pochi giorni Praga. Stalin in persona aveva sollecitato i suoi comandanti affinché muovessero velocemente e anticipassero il possibile arrivo delle truppe alleate.
Le armate corazzate del maresciallo Ivan Konev entrarono per prime nella città il 9 maggio 1945 concludendo vittoriosamente la seconda guerra mondiale in Europa.

## Premessa
(Parole rivolte da Stalin al maresciallo Ivan Konev il 28 aprile 1945 per sollecitare una rapida offensiva per raggiungere la capitale cecoslovacca e anticipare le truppe degli Alleati occidentali)
L'offensiva sovietica della metà di aprile del 1945 aveva definitivamente scardinato le fragili difese tedesche sul fronte orientale, aprendo la strada per Berlino. L'Heeresgruppe Mitte, al comando del feldmaresciallo Ferdinand Schörner, fu travolto dal 1º Fronte ucraino (1FU) del maresciallo Ivan Konev, che sfondò nel settore protetto dalla IV Armata. Per riorganizzarsi ed evitare di essere accerchiato, Schörner ordinò un ripiegamento verso la Cecoslovacchia.
Anche nella capitale ceca la situazione era diventata esplosiva: dal 30 aprile al 1º maggio l'Obergruppenführer delle SS e generale della polizia Karl Hermann Frank diffuse via radio il suo intendimento di annegare qualsiasi tipo di rivolta a Praga in un "mare di sangue". Tuttavia il fatto che i sovietici fossero ormai vicini a liberare la città rendeva la situazione dell'ordine pubblico realmente complessa da gestire per gli occupanti nazisti.

## Le forze sovietiche
L'assalto sovietico su Praga si scontrò con l'ultima sacca di resistenza tedesca di una certa consistenza. L'Armata Rossa impegnò per questa operazione il 1º Fronte ucraino, il 2º Fronte ucraino, comandato dal maresciallo Rodion Malinovskij, e il 4º Fronte ucraino, comandato dal generale Andrej Erëmenko. A supportare queste unità sovietiche c'erano anche la II Armata polacca, la I e la IV Armata rumena e il I Corpo d'armata dell'esercito cecoslovacco: tutte queste unità erano state costituite dai sovietici attraverso il reclutamento di volontari dei territori precedentemente liberati dall'occupazione tedesca.
Le forze a disposizione degli attaccanti contavano più di due milioni di uomini. C'è da notare come le truppe del 1FU, per poter essere impegnate in quest'ultimo assalto alle posizioni tedesche, furono costrette a una marcia a tappe forzate dal sud di Berlino, dove avevano appena finito di collaborare alla conquista della capitale tedesca, fino a Praga.

## Le forze tedesche
A opporsi all'assalto contro Praga erano presenti ancora circa 900 000 soldati tedeschi. Si trattava principalmente dei resti dell'Heeresgruppe Mitte e il gruppo d'armate era stato pesantemente provato dalle battaglie precedenti; tuttavia disponeva ancora di forze sufficienti per costituire un ostacolo per l'esercito sovietico. Oltre a queste forze, si erano rifugiati nell'area di Praga anche i resti dell'Heeresgruppe Süd, precedentemente rinominato Heeresgruppe Ostmark, al comando di Lothar Rendulic. A comporre le difese tedesche nell'area rimanevano dunque: la I Armata corazzata, la IV Armata corazzata, la VII Armata e la XVII Armata.

## La battaglia
Il 5 maggio iniziarono gli scontri tra le forze sovietiche e quelle tedesche. La situazione complessiva della guerra, però, rendeva questo scontro ormai praticamente insensato: i sovietici occupavano Berlino; le forze sovietiche e quelle degli Alleati si erano ricongiunte sull'Elba; il territorio sotto il governo tedesco di Dönitz (succeduto al Führer dopo il suo suicidio) era ormai ridottissimo. Il 7 maggio Alfred Jodl, Capo di stato maggiore del Comando supremo tedesco (OKW), accettò le condizioni Alleate per una resa incondizionata della Wehrmacht su tutti i fronti. L'8 maggio il feldmaresciallo Wilhelm Keitel firmò a Berlino la capitolazione della Germania e la fine della seconda guerra mondiale in Europa. Sorse a questo punto la necessità di informare le truppe che ancora si stavano battendo a Praga e di ordinare loro il "cessate il fuoco".

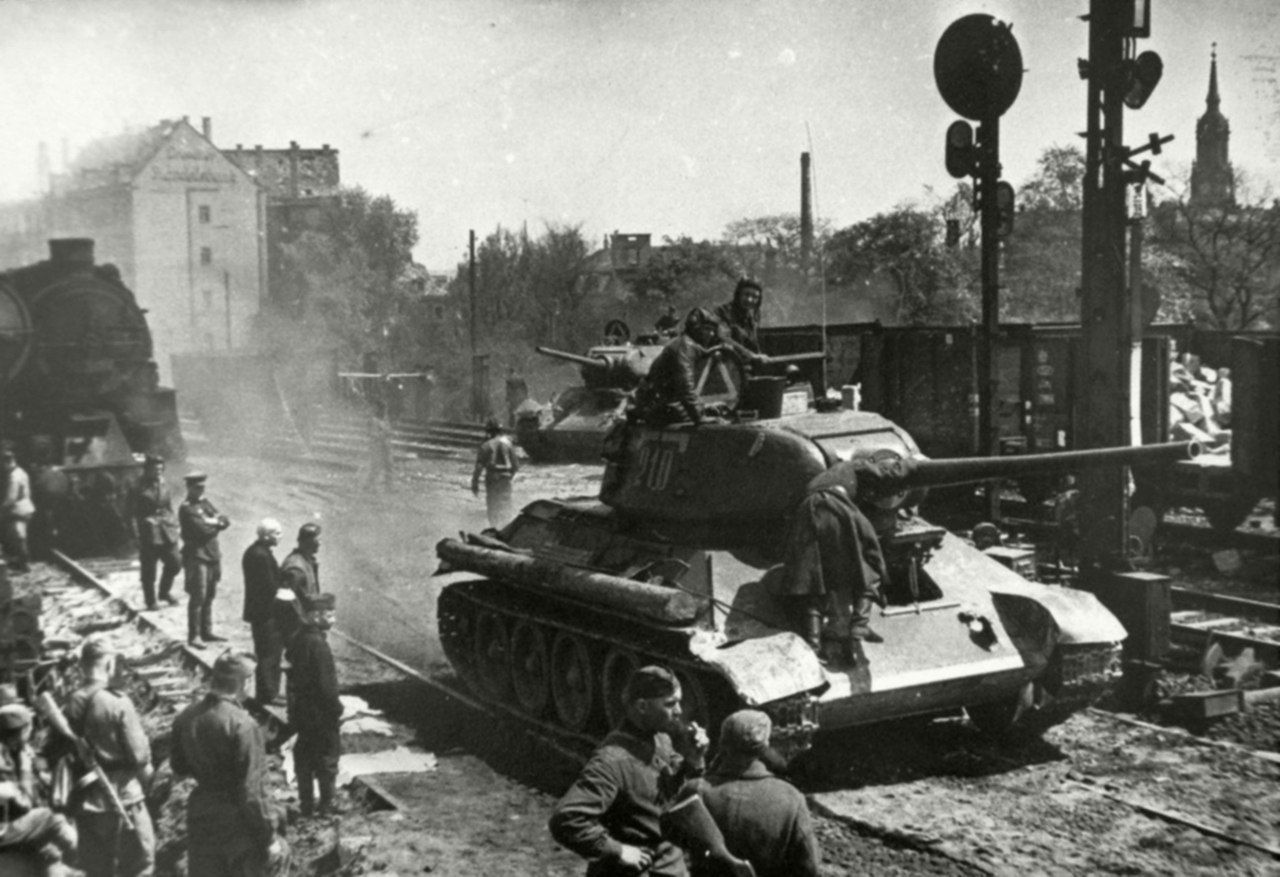
Carri sovietici T-34/85 della 4ª Armata corazzata delle guardie avanzano verso Dresda e Praga all'inizio di maggio 1945

L'OKW aveva perso i contatti con Schörner il 2 maggio, perciò l'8 maggio un colonnello dello Stato maggiore tedesco fu inviato attraverso le linee americane per entrare in contatto con il comando delle truppe ancora operanti a Praga. Informato delle novità e ricevuto l'ordine di arrendersi ai sovietici, Schörner disse che lui avrebbe trasmesso l'ordine alle sue truppe, ma che non avrebbe garantito di poterlo far rispettare. Sapeva infatti che la maggior parte dei soldati tedeschi preferiva perire sul campo piuttosto che arrendersi ai sovietici. Le reali intenzioni del feldmaresciallo erano invece quelle di aprirsi con le armi un varco verso occidente, per potersi così consegnare agli americani: ovviamente il comando tedesco non poteva in alcun modo avallare una simile intenzione.
Più tardi, nello stesso giorno, Schörner abbandonò il suo comando e prese il volo verso l'Austria, dove però venne arrestato dagli americani. Nonostante la diserzione del loro comandante, le truppe tedesche continuarono la loro lotta contro i sovietici alle porte di Praga. A rendere ancora più difficile la situazione per le truppe tedesche contribuì la rivolta scoppiata a Praga proprio il 5 maggio. Le forze partigiane operanti in città diedero filo da torcere ai tedeschi, impegnandoli in scontri sanguinosi dietro le linee e ostacolando le operazioni logistiche in città.
A dar man forte ai partigiani cechi intervenne il cambio di fronte della 1ª Divisione dell'Esercito russo di liberazione (ROA), precedentemente inquadrata nella Wehrmacht come 600ª Divisione fanteria. Questa divisione, composta da ex prigionieri russi anticomunisti reclutati dall'esercito tedesco, aveva riconfermato la sua fedeltà al Reich solo il 30 aprile, ma quando iniziò la rivolta dei partigiani di Praga decise di schierarsi al loro fianco.
L'8 maggio, vedendo che le truppe alleate e sovietiche non arrivavano a liberare la città, gli insorti furono costretti a negoziare e ad accettare i termini fissati dal generale Rudolf Toussaint, il governatore militare tedesco. Gli accordi richiedevano il passaggio senza ostacolo delle truppe tedesche, compresi i civili, attraverso Praga. In compenso la capitale ceca non sarebbe stata distrutta. I partigiani accettarono i pesanti termini della resa spinti dalle ingenti perdite subite nei giorni della rivolta e dalla convinzione che ormai la città sarebbe stata liberata in pochi giorni.
La 1ª Divisione fanteria del ROA, al comando del generale Bunichenko, scappò verso sud, per consegnarsi all'esercito americano. Alla fine della guerra, comunque, gli ufficiali di questo corpo furono riconsegnati al governo sovietico e condannati per la loro precedente partecipazione alla guerra contro l'Unione Sovietica.
Dopo la scadenza alle ore 23:00 del 8 maggio dell'ultimatum del maresciallo Konev alle forze tedesche del Gruppo d'armate Centro, le armate del 1º Fronte ucraino diedero inizio alla fase finale dell'offensiva, preceduta da un violento sbarramento di artiglieria. Dopo un'avanzata rapidissima alle ore 03.00 del 9 maggio i carri armati del 10º Corpo corazzato delle guardie, appartenenti alla 4ª Armata corazzata delle guardie del generale Leljušenko furono i primi a entrare nell'area urbana nord-occidentale di Praga, seguiti da un reparto di cannoni semoventi e, alle ore 06:00, dalle avanguardie della 3ª Armata corazzata delle guardie del generale Rybalko che penetrarono dentro la città da nord. Mentre anche le armate di fucilieri del maresciallo Konev si allineavano accanto alle unità corazzate, la manovra d'accerchiamento di Praga si concluse con successo alle ore 12:00 del 9 maggio con l'arrivo da sud delle prime formazioni della 6ª Armata corazzata delle guardie del generale Kravcenko, appartenente al 2º Fronte ucraino del maresciallo Malinovksij.
Il Gruppo d'armate Centro continuò a combattere ancora fino all'11 maggio; al termine degli scontri i sovietici catturarono circa 600 000 prigionieri tedeschi. Cruenti scontri si verificarono nell'area di Slivice (Battaglia di Slivice) dove un gruppo di soldati tedeschi si era concentrato con lo scopo di aprirsi la strada con le armi verso le linee americane: bloccati dai partigiani cecoslovacchi, i soldati tedeschi furono costretti a rinunciare al loro proposito, per poi essere sopraffatti dall'Armata Rossa.
Il fianco sinistro del 2º Fronte ucraino, formazioni della 9ª Armata delle guardie e della 46ª Armata, incontrò le truppe della 3ª Armata statunitense del generale George Patton nella zona di České Budějovice; poco dopo il 1º Fronte ucraino e il 2º Fronte ucraino incontrarono gli americani anche nella regione di Karlovy Vary, reparti della 121ª Divisione fucilieri della 13ª Armata, e Klatovy, unità del 25º Corpo carri: l'accerchiamento attorno alle truppe e ai civili tedeschi, fu così completato. Il 12 maggio le ultime sacche di resistenza della Wehrmacht si arresero ponendo fine alla guerra in Europa.